# Friedrich von Drieberg
Friedrich Johann von Drieberg, född den 10 december 1780 i Charlottenburg, död där den 21 maj 1856, var en tysk musiklärd och tonsättare.
von Drieberg, som var kunglig preussisk kammarherre, utgav en mängd avhandlingar över de gamla grekernas musik. Många av hans omdömen och åsikter  ifrågasattes av Chladni och Perne. von Drieberg lämnade bidrag till Leipziger allgemeine musikalische Zeitung och till Cecilia. Spontini var hans lärare i komposition. von Drieberg komponerade operorna Don Cogagno och Der Sänger und der Schneider, av vilka den senare gavs med framgång.